# Henry George
Henry George (Philadelphia, 1839. szeptember 2. – New York, 1897. október 29.) amerikai közgazdász, politikus és újságíró. Írásai nagy népszerűségre tettek szert a 19. századi Egyesült Államokban, és több reformot inspiráltak a progresszív korszakban. A gondolatai alapján született meg a Georgizmus néven ismert gazdaságfilozófia, ami szerint az embereknek kell birtokolniuk az általuk megtermelt javakat, de a földterületből szerzett gazdasági haszon (beleértve a természeti erőforrásokat) egyenlően megilleti a társadalom összes tagját. Az "egy adó" rendszerét támogatta, ami szerinte egy hatékonyabb és igazságosabb társadalmat hozna létre.
Leghíresebb műve, a Haladás és szegénység (1879) több millió példányban kelt el világszerte, kora egyik legnépszerűbb amerikai könyve. A mű többek között azt a látszólagos ellentmondást vizsgálja, hogy a fejlődéssel a szegénység és a gazdasági különbségek is növekednek. Más műveiben a szabadkereskedelem, a titkos szavazás, és bizonyos természetes monopóliumok államosítása mellett érvelt.

## Fordítás
- Ez a szócikk részben vagy egészben  a   Henry George című angol Wikipédia-szócikk ezen változatának fordításán alapul.  Az eredeti cikk szerkesztőit annak laptörténete sorolja fel. Ez a jelzés csupán a megfogalmazás eredetét és a szerzői jogokat jelzi, nem szolgál a cikkben szereplő információk forrásmegjelöléseként.